# Reisezug

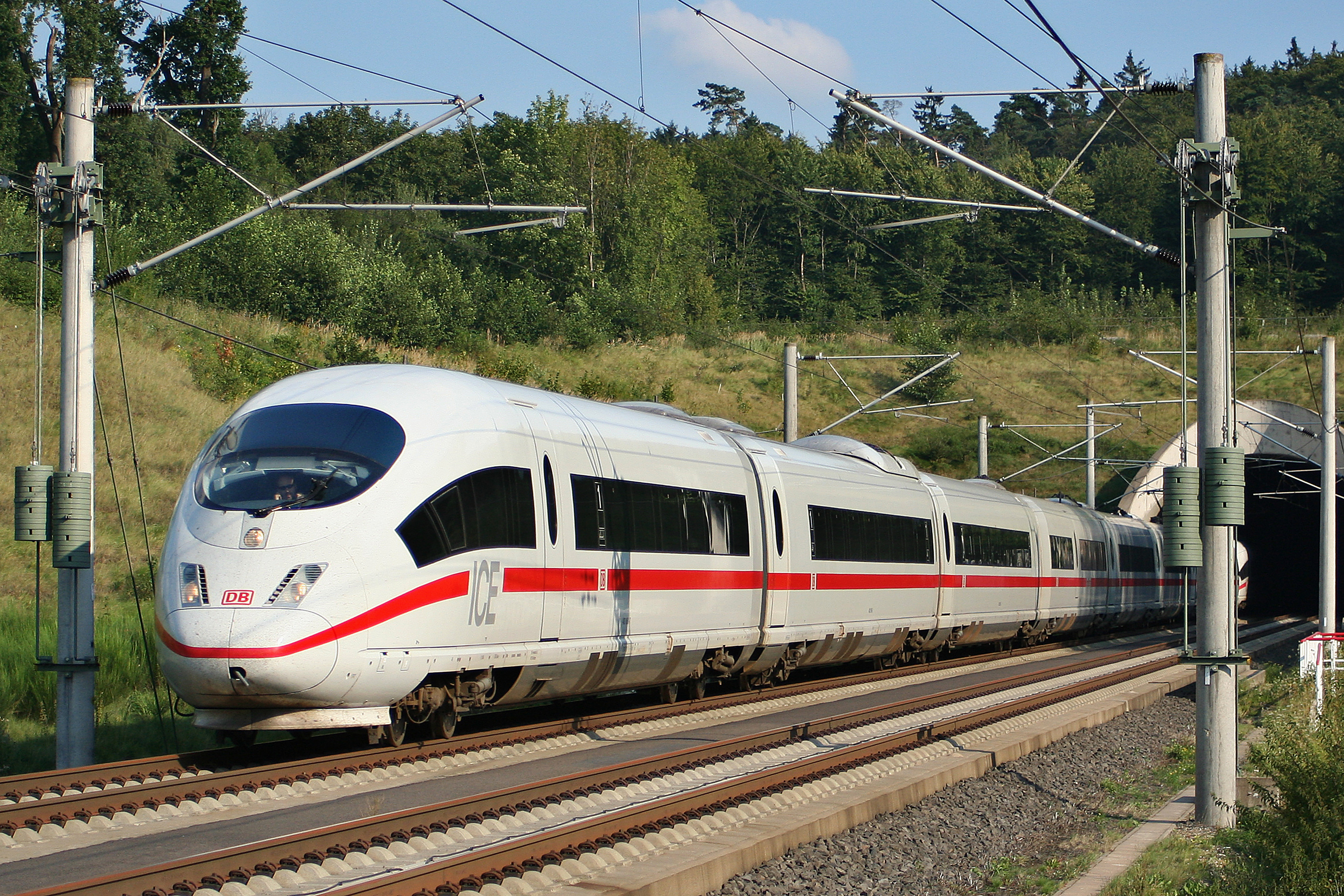
Moderner Reisezug

Ein Reisezug, auch Personenzug, Personenverkehrszug oder Passagierzug, ist ein Eisenbahnzug, der überwiegend der Personenbeförderung dient. Offiziell ist Personenzug jedoch eine bestimmte Zuggattung.
Ein Reisezug wird in der Regel aus Reisezugwagen gebildet. Dazu zählen Personenwagen, Reisezuggepäckwagen  (für aufgegebenes Gepäck, Sperrgut wie Fahrräder oder größere Sportgeräte und ggf. Expressgut), Postwagen (für Postsendungen wie Brief- und/oder Paketpost, was im 20. Jahrhundert sehr oft stattfand, in Europa aber inzwischen zum großen Teil aufgegeben wurde) und Autoreisezugwagen. Heute ist die (persönliche) Fahrradmitnahme bei vielen Reisezügen gestattet. Dazu stehen meist Mehrzweckabteile zur Verfügung, die auch die Beförderung von Kinderwagen, Rollstühlen oder größeren Gepäckstücken erleichtern.
Üblicherweise werden Reisezüge in verschiedene Zuggattungen (z. B. für Nahverkehr und Fernverkehr) unterteilt, die meist mehrere Wagenklassen führen. Reisezüge führen Sitzwagen mit, in Fernverkehrszügen auch Speisewagen, Liegewagen und/oder Schlafwagen – letztere insbesondere in Nachtreisezügen. Zudem wird zwischen öffentlichen Regelzügen einerseits und Sonderzügen oder Dienstzügen andererseits unterschieden. Eine Kombination aus Reisezug und Güterzug stellen die sogenannten gemischten Züge dar. Eine Überführungsfahrt von Reisezugwagen wird als Leerreisezug (abgekürzt Lr) bezeichnet. 